# Tokyo Subway Ticket

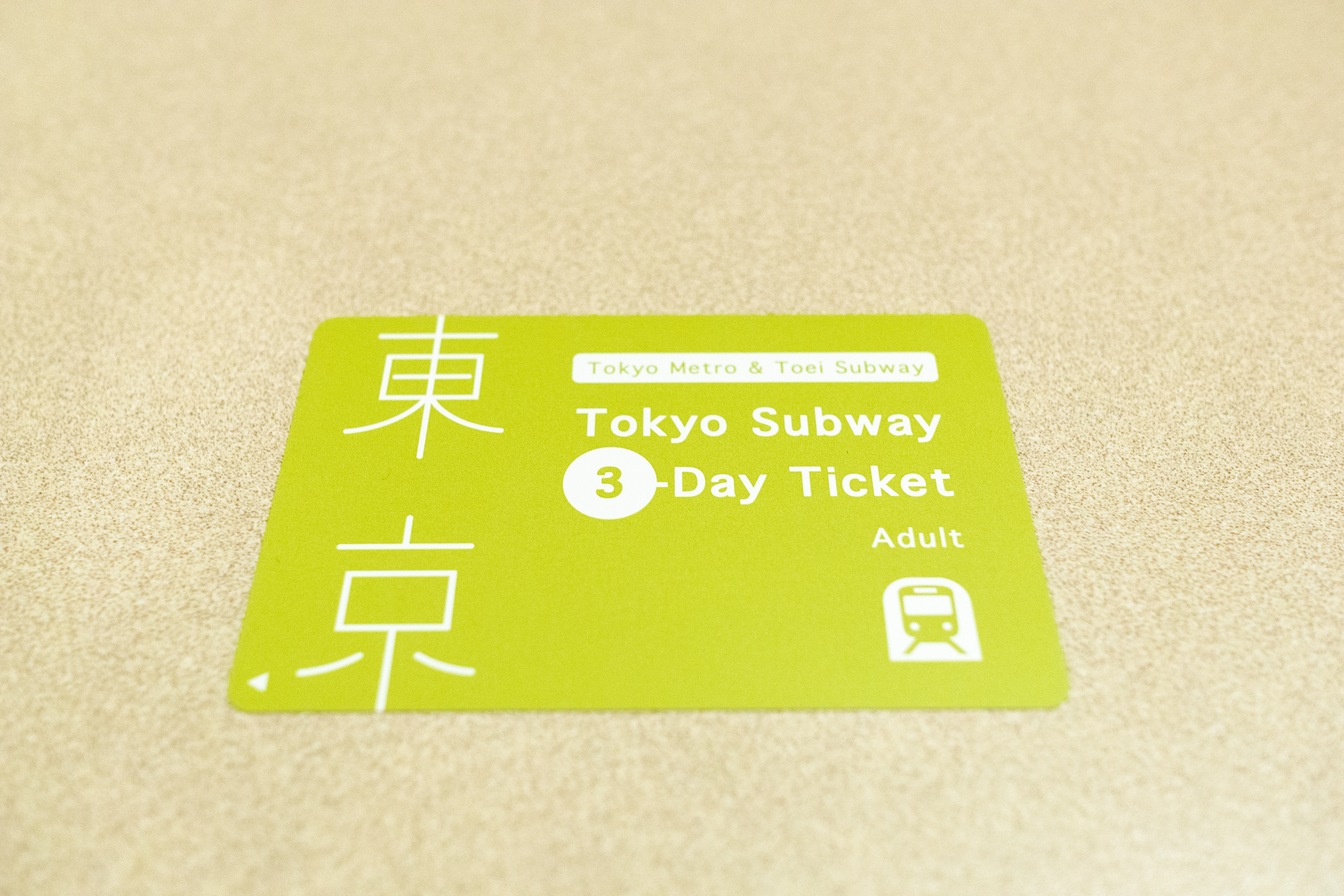
Tokyo Subway 3-Day Ticket

Tokyo Subway Ticketは、東京地下鉄（東京メトロ）と東京都交通局が販売する旅行者向けの企画乗車券である。

## 概要
東京を訪れる旅行者に東京観光をより便利に、手軽に楽しんでもらえるようにすることを目的に、2014年4月22日から発売された。東京メトロ・都営地下鉄共通1日乗車券と同じく東京メトロ全線と都営地下鉄全線が乗り放題となるが、共通1日乗車券より価格が安く設定されている。
当初は1日有効の「Tokyo Subway 1-Day Ticket」、2日有効の「Tokyo Subway 2-Day Ticket」、3日有効の「Tokyo Subway 3-Day Ticket」が発売されていたが、2016年3月26日に東京メトロ24時間券が発売されると同時に、24時間有効の「Tokyo Subway 24-Hour Ticket」、48時間有効の「Tokyo Subway 48-Hour Ticket」、72時間有効の「Tokyo Subway 72-Hour Ticket」に刷新され、終電後も一定の時間まで使えるようになった。
価格は24-Hour Ticket（旧1-Day Ticket）が大人800円（小児400円）、48-Hour Ticket（旧2-Day Ticket）が大人1,200円（小児600円）、72-Hour Ticket（旧3-Day Ticket）が大人1,500円（小児750円）。
これまで、訪日外国人以外は単独で購入することができず、日本国籍の人は旅行商品とセットでしか購入できなかったが、2020年2月21日より北海道・東北・北信越・四国・九州・沖縄の1道23県、2022年11月1日より首都圏の1都7県を除く全国のコンビニエンスストアで購入できるようになった。

なお、首都圏8都県内でも「City Tourism」と銘打って、東京スカイツリー・東京タワー・六本木ヒルズ「東京シティビュー」・サンシャインシティ（水族館又は展望台「てんぼうパーク」）・渋谷スクランブルスクエア「SHIBUYA SKY」・チームラボプラネッツ TOKYO・チームラボボーダレス・東京ドームシティ「スパ ラクーア」・スタジオツアー東京の都内主要10施設いずれかの入場券又はゆりかもめの1日乗車券とのセットを専用Webサイトにて購入する事が可能である。